# Oberth (cràter)

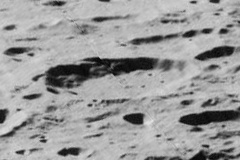
Imatge oblícua obtinguda per la Lunar Orbiter 5 des de l'oest.

Oberth és un cràter d'impacte situat a la cara oculta de la Lluna. Se situa en una latitud nord força alta, al sud-est del cràter Gamow i a l'oest de l'Avogadro.
És un cràter poc erosionat, amb una vora externa gairebé circular però irregular, de 60 km de diàmetre. Per la banda nord té un parell de petites depressions semblants a cràters unides a la seva vora, i la cara interna de la vora queda més disminuïda per aquest costat. Hi ha lleugeres protuberàncies externes a la vora per la banda nord-oest i per tot el sud. El terra interior, d'una fondària encara desconeguda, és relativament anivellat, si bé amb un petit turó a la seva part nord. També hi ha diversos cràters minúsculs escampats pel fons del cràter.
El seu nom recorda el físic alemany Hermann Oberth.